# 阿弥陀寺 (仙台市)
阿弥陀寺（あみだじ）は、宮城県仙台市若林区新寺3丁目にある時宗の寺院。

## 概要
本尊は阿弥陀如来。仙台三十三観音霊場第17番札所にあたり、観音堂の本尊は正観音。山号は法王山、院号は正覚院。江戸時代の寺領は24石。 開山は時宗開祖の一遍。開基は伊達氏4代目当主伊達政依。

## 歴史
建治3年（1277年）に奥州巡化に来た一遍を開山として、伊達政依が陸奥国伊達郡梁川村（現在の福島県伊達市梁川町）において創建する。
伊達氏に伴って、岩出山、仙台城下と移転し、仙台藩2代目藩主・伊達忠宗の治世中に現在地に移転した。
享保元年（1716年）に寺内に観音堂が創建される。
仙台藩奉行の黒沢要人俊栄の墓がある。